# Proximity (2001)
Proximity (geschreven als ProXimity) is een Amerikaanse televisiefilm uit 2001 onder regie van Scott Ziehl, met in de hoofdrol Rob Lowe.

## Verhaal
Professor William Conroy (Rob Lowe) zit een levenslange gevangenisstraf uit voor het veroorzaken van een auto-ongeluk met dodelijke afloop. Wanneer een medegevangene hem vertelt dat er een verdachte stijging van het aantal overlijdens in de gevangenis is en hij de volgende dag dood wordt aangetroffen, gaat Conroy op onderzoek. Tijdens een gevangentransport blijkt hij zelf een doelwit te zijn, maar de aanslag op zijn leven mislukt en Conroy grijpt zijn kans om te vluchten. Samen met zijn advocaat Eric Hawthorne (Mark Boone Junior) en onderzoeksjournalist David Dart (Scott Plate) ontdekt hij een gruwelijke moordbende die binnen de gevangenismuren is opgezet door gevangenisdirecteur Jim Corcoran (James Coburn) onder het mom van "gerechtigheid voor families van slachtoffers".

## Rolverdeling
| Acteur                 | Personage        | Opmerkingen        |
| ---------------------- | ---------------- | ------------------ |
| Rob Lowe               | William Conroy   |                    |
| Jonathan Banks         | Price            |                    |
| Kelly Rowan            | Anne Conroy      |                    |
| Terrence C. Carson     | Yaskin           | als T.C. Carson    |
| Joe Santos             | Clive Plummer    |                    |
| Mark Boone Junior      | Eric Hawthorne   | als Mark Boone Jr. |
| David Flynn            | Lawrence         |                    |
| James Coburn           | Jim Corcoran     |                    |
| Scott Plate            | David Dart       |                    |
| Patrick E. Mahoney Jr. | Stephen Conroy   |                    |
| Jack Sender            | Glaser           |                    |
| Anthony McKay          | Richard Sherwood |                    |